# Константа Майсселя — Мертенса

У границі сума обернених значень простих чисел, менших від n, і функція ln (ln n) відрізняються на константу, константу Майсселя — Мертенса (позначена літерою M).

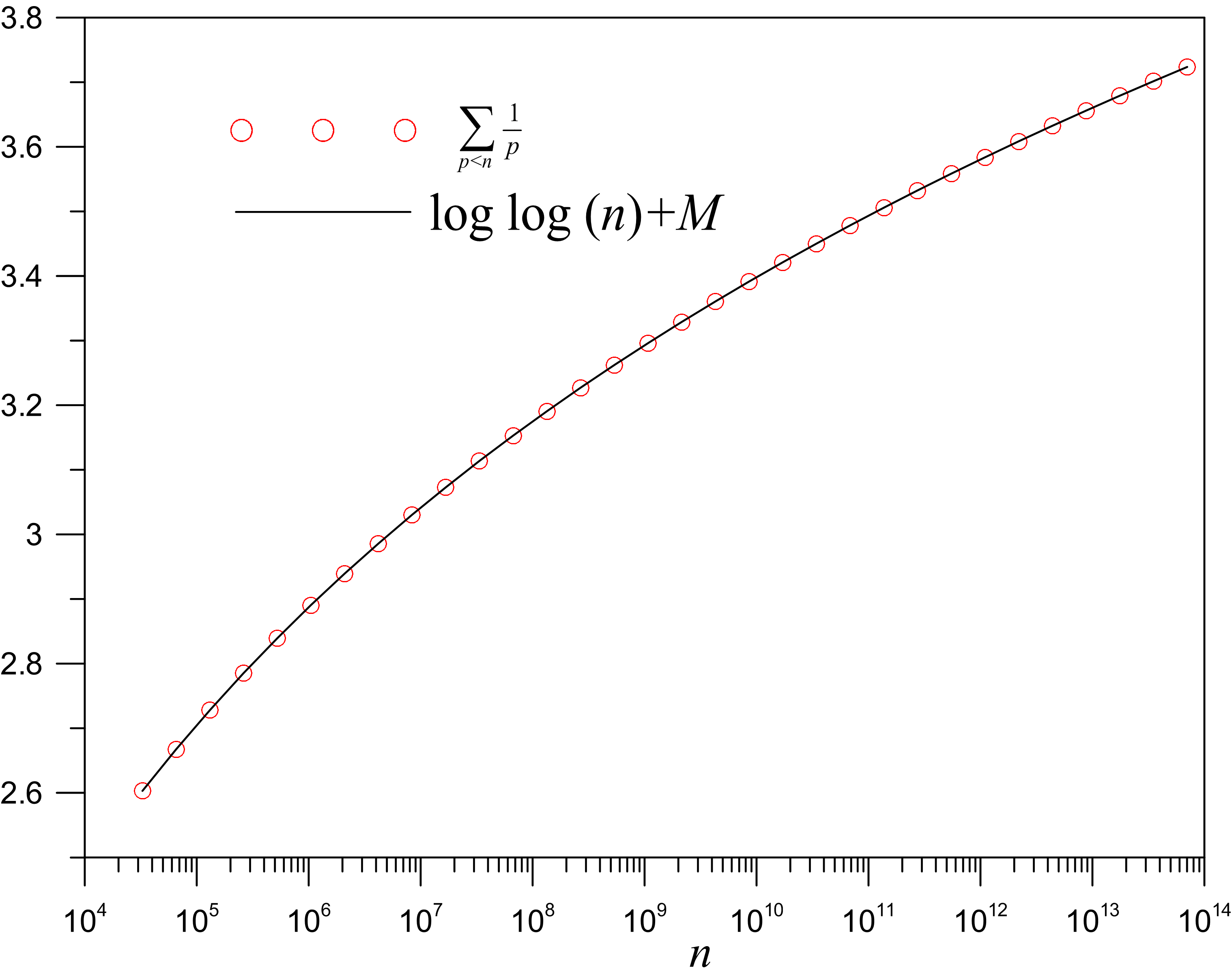
Графік гармонічної суми простих чисел для і наближення Мертенса для неї. Графік має по осі y довжину 8 см і представляє інтервал (2.5, 3.8). Якби вісь n була подана в лінійному масштабі, а не в логарифмічному, то вона мала б довжину км — розмір Сонячної системи.

Константа Майсселя — Мертенса — це математична константа в теорії чисел, яка визначається як границя різниці між гармонічним рядом, сумованим тільки за простими числами, і натурального логарифма натурального логарифма:
{\displaystyle M=\lim _{n\rightarrow \infty }\left(\sum _{p\leq n}{\frac {1}{p}}-\ln(\ln n)\right)=\gamma +\sum _{p}\left[\ln \!\left(1-{\frac {1}{p}}\right)+{\frac {1}{p}}\right].}
Тут γ — стала Ейлера — Маскероні, яка має аналогічне визначення для суми за всіма цілими числами (не тільки за простими).
Константу названо іменами Ернста Майсселя і Франца Мертенса. Її також згадують як константу Мертенса, константу Кронекера, константу Адамара — Валле-Пуссена або константу обернених значень простих чисел.
Значення M дорівнює приблизно
M ≈ 0,2614972128476427837554268386086958590516… (послідовність A077761 з Онлайн енциклопедії послідовностей цілих чисел, OEIS).
Друга теорема Мертенса стверджує, що границя існує.
Факт, що є два логарифми (логарифм від логарифма) в границі для константи Майсселя-Мертенса, можна розглядати як наслідок комбінації теореми про розподіл простих чисел і границі сталої Ейлера — Маскероні.

## У популярній культурі
Константу Майсселя — Мертенса використала компанія Google для пропозиції ціни на аукціоні патенту Nortel. Google виставив три пропозиції ціни, засновані на математичних константах — $1 902 160 540 (константа Бруна), $2 614 972 128 (константа Майсселя — Мертенса) і $3,14159 млрд (π).